# Supercoppa croata (pallavolo maschile)
La Supercoppa croata è un trofeo per squadre di club croate organizzato dalla Federazione pallavolistica della Croazia.

## Albo d'oro
| Edizione      | Edizione      | Podio        | Podio     | Podio           |
| Anno          | Sede finale   | Campione     | Risultato | Finalista       |
| ------------- | ------------- | ------------ | --------- | --------------- |
| 2016 Dettagli | Castelvecchio | HAOK Mladost | 3 - 1     | Mladost Kaštela |
| 2017 Dettagli | Castelvecchio | HAOK Mladost | 3 - 1     | Mladost Kaštela |

## Palmarès
| Squadra      | Titolo | Stagione   |
| ------------ | ------ | ---------- |
| HAOK Mladost | 2      | 2016, 2017 |